# Ctenotus quattuordecimlineatus
Espèce
Synonymes
- Lygosoma quattuordecimlineatum Sternfeld, 1919

Ctenotus quattuordecimlineatus est une espèce de sauriens de la famille des Scincidae.

## Répartition
Cette espèce est endémique d'Australie. Elle se rencontre dans le Centre-Ouest de l'Australie-Occidentale, dans le sud du Territoire du Nord, dans l'ouest du Queensland et dans le nord-ouest de l'Australie-Méridionale.

## Taxinomie
La sous-espèce Ctenotus quattuordecimlineatus iapetus a été élevée au rang d'espèce.

## Publication originale
- Sternfeld, 1919 : Neue Schlangen und Echsen aus Zentralaustralien. Senckenbergiana, vol. 1, p. 76-83 (texte intégral).